# Siddharta
Siddharta ist eine slowenische Rockband, die sich nach dem gleichnamigen Roman von Hermann Hesse benannt hat.

## Bandgeschichte
Schon am Anfang spielten sie ihre eigenen Songs in dem Club K4 in der slowenischen Hauptstadt Ljubljana. Ihren ersten großen Auftritt hatten sie als Vorgruppe von Dog Eat Dog und Liquido auf dem slowenischen Rockfestival Rock Otočec.
Die Band Laibach hat auf dem Album WAT eine Coverversion von B-Mashina veröffentlicht.
Am 13. September 2003 spielten Siddharta mit dem RTV Slovenia Symphony Orchestra zusammen vor 30.000 Besuchern im ausverkauften Fußballstadion Bežigrad in Ljubljana.
In Westeuropa steigerte sich ihre Bekanntheit Mitte der 2000er Jahre durch Verwendung ihrer Songs in diversen Medien, u. a. wurde der Song My Dice 2004 von MTV in der Sendung Rock Chart Show verwendet; Rave war in Programmtrailern des ZDF zu hören. Zudem gewannen sie 2005 einen MTV Europe Music Award in der Kategorie „Best Adriatic Act“.

## Diskografie

### Alben
- 1999: ID (slowenisch)
- 2000: Lunanai (EP, live, slowenisch)
- 2001: Nord (slowenisch)
- 2002: Silikon Delta (Remix-Album, slowenisch)
- 2003: Rh- (slowenisch)
- 2003: Rh- Limited Edition Bloodbag (englisch)
- 2005: Rh- (Neuaufnahme Gesang, engl.)
- 2005: Rh- Special Edition (Album + DVD, engl.)
- 2006: Petrolea (slowenisch)
- 2007: Maraton (4 CDs + DVD, live)
- 2007: Izštekani (CD + DVD)
- 2009: Saga (englisch/slowenisch)
- 2011: VI (Live-Album CD + DVD, slowenisch)
- 2012: VI (English Edition)
- 2013: Siddharta in Simfonični Orkester RTV Slovenija (Live-CD + DVD, slowenisch)
- 2015: Infra (slowenisch)
- 2015: Ultra (slowenisch)
- 2018: Nomadi (slowenisch)
- 2019: ID20
- 2024: X
- 2024: Arena Stožice (live)

### Singles (Deutschland)
- 2004: My Dice
- 2005: Rave

## Auszeichnungen
2000:
- Bumerang Award für Newcomer
- Zlati petelin award für den besten Newcomer
- Zlati petelin award für das beste Rock-Album
- Zlati petelin award für das beste Album

2001:
- Zlati petelin award für die beste Gruppe

2002:
- Viktor award für den Künstler des Jahres
- Bumerang award für die Gruppe des Jahres

2003:
- Viktor award für Video des Jahres

2004:
- Viktor award für den Künstler des Jahres
- Viktor award für besondere Erfolge

2005:
- Viktor award für den Künstler des Jahres
- MTV Europe Music Award in der Kategorie „Best Adriatic Act“

2007:
- Viktor Award 2006 für den Künstler des Jahres

## Live-Auftritte
1999/2000:
- ID-Tour durch Slowenien (über 80 Auftritte)
- lokale Vorgruppe für Bands wie Liquido, Dog Eat Dog, Leningrad Cowboys

2001/2002:
- Nord-Tour durch Slowenien (über 50 Auftritte)
- Headliner auf allen großen slowenischen Festivals

2003:
- Auftritt mit dem Symphonieorchester vor 30.000 Menschen (aufgezeichnet und live gesendet in Radio und Fernsehen)
- Ausverkaufte Rh- Tour durch Slowenien
- erster Österreich-Auftritt in Zell-Pfarre/Sele-Fara

2004:
- Auftritte in Ungarn, Deutschland, Österreich, Polen, Tschechien, Kroatien, Serbien & Montenegro, Bosnien & Herzegowina

2005:
- Konzerte in Deutschland (Clubtour), Slowenien, Kroatien und Serbien & Montenegro

2006:
- Hallentour durch Gesamtslowenien

2007:
- Clubtour in Slowenien, Österreich und Italien

2008:
- Konzerte in Slowenien; ein Konzert in Schweden

2009:
- Konzerte in Slowenien; ein Konzert in Italien

2010:
- Konzerte in Deutschland (Hamburg, Berlin, Köln, München)